# Gymnostomum serratum
Gymnostomum serratum là một loài rêu trong họ Pottiaceae. Loài này được Bréb. mô tả khoa học đầu tiên năm 1839.